# Lívia Rothkirchen
Livia Rothkirchen (1922 – març de 2013) va ser una historiadora i arxivera israeliana nascuda a Txecoslovac. Va ser l'autora de diversos llibres sobre l'⁣Holocaust, inclòs The Destruction of Slovak Jewry (1961), la primera descripció autoritzada de la deportació i l'assassinat dels jueus d'Eslovàquia.

## Primera vida i educació
Rothkirchen va néixer en una família jueva a Veľká Sevljuš a la província de la Rutènia subcarpàtica, llavors part de Txecoslovàquia (més tard part d'⁣Ucraïna). Va assistir al gimnàs de Khust. L'any 1938 l'Alemanya nazi es va annexionar la regió dels Sudets de Txecoslovàquia amb el consentiment dels principals estats europeus. Rutènia subcarpàtica, inclosa Veľká Sevljuš, va ser annexada per Hongria el març de 1939. A continuació, Alemanya va desmembrar Txecoslovàquia, substituint-la pel Protectorat de Bohèmia i Moràvia i un estat eslovac nominalment independent, que col·laborava amb els nazis. En les tres àrees, es van imposar dures regulacions als ciutadans jueus, la majoria dels quals finalment van ser deportats i assassinats. Rothkirchen i la seva família van ser deportats al camp de concentració d'Auschwitz el maig de 1944 per les autoritats hongareses; els seus pares no van sobreviure.
Després de la guerra, Rothkirchen i les seves tres germanes es van traslladar a Praga, on va estudiar llengua i literatura russa i anglesa a la Universitat Charles, obtenint el seu doctorat el 1949 per a una tesi sobre el dramaturg i novel·lista anglès JB Priestley, Modern England in the Light of JB. Les obres de teatre de Priestley.

## Recerca
Després de traslladar-se a Israel el 1956, Rothkirchen es va unir al personal de Yad Vashem, el monument oficial d'Israel a les víctimes de l'Holocaust. Va fer una contribució clara a la documentació de l'Holocaust, concretament a les qüestions derivades de la presa de possessió per part d'Alemanya de la República democràtica de Txecoslovàquia. Rothkirchen va estudiar l'impacte de les decisions dels líders polítics europeus en la societat en general, en els líders comunals jueus que intenten salvar les seves comunitats i en els jueus que intenten salvar-se a ells mateixos i a les seves famílies de l'aniquilació.
Al voltant de 1968, Rothkirchen es va convertir en l'editora dels Estudis Yad Vashem (llavors conegut com a Estudis Yad Vashem sobre la catàstrofe i la resistència jueves europees), càrrec que va ocupar durant 15 anys, durant els quals va editar els volums 7-15. També va ser autora i coautora de nombrosos articles per a la revista, i va escriure o editar diversos llibres. Gila Fatran va escriure sobre el primer llibre de Rothkirchen, The Destruction of Slovak Jewry (1961), que "el treball pioner i dedicat que s'hi va invertir es va reflectir en la seva qualitat i exactitud". Aquest treball i el seu llibre final, The Jews of Bohemia and Moravia: Faceing the Holocaust (2005), conjuntament "ofereixen una història global de l'Holocaust a l'antiga Txecoslovàquia", segons l'historiador Michael L. Miller. Aquest darrer llibre va rebre elogis per ser un dels únics treballs sobre el seu tema disponibles en anglès, però també algunes crítiques per emfatitzar excessivament la idea de la tolerància txeca i presentar una visió unilateral de les relacions txec-jueus.
Rothkirchen va rebre el Premi Max Nordau d'Història el 1973. I un número de Yad Vashem Studies es va dedicar a la seva memòria després de la seva mort a Jerusalem el 2013.

## Obres seleccionades
- (1961). Hurban Yahadut Slovakyan. Jerusalem: Yad Vashem Press. OCLC 54158870
- (1961). The Destruction of Slovak Jewry. Jerusalem: Yad Vashem Press. OCLC 916347531
- (1972) ed. Sanbar, Moshe. My Longest Year: In the Hungarian Labour Service and in the Nazi Camps. Jerusalem: Yad Vashem. OCLC 815444974
- (1976) with Israel Gutman, eds. The Catastrophe of European Jewry: Antecedents, History, Reflections. Selected Papers. Jerusalem: Yad Vashem. OCLC 3089486
- (1979). Deep-Rooted Yet Alien: Some Aspects of the History of the Jews in Subcarpathian Ruthenia. Fairview, NJ: Carpatho-Rusyn Research Center. OCLC 364803548
- (2005). The Jews of Bohemia and Moravia: Facing the Holocaust. Lincoln and Jerusalem: University of Nebraska Press and Yad Vashem. OCLC 218660281